# Дипленка
Дипленката, наричана също мечо ухо или сплесната бучка (Gyromitra esculenta), е вид отровна торбеста гъба от семейство Discinaceae.

## Описание
Плодното тяло е изградено от две части – едната наподобяваща шапка, а другата – пънче. Шапкоподобната е спороносна и достига до 10 cm височина. Тя е неправилна и силно нагъната, обагрена в оранжево-червено-кафявата гама. Повърхността ѝ често е леко кадифена от споровия прах. Пънчеподобната е стерилна и неправилна, почти цилиндрична, крехка, първоначално плътна, по-късно куха, като често има вдлъбнатини или надлъжни гънки. На цвят е бяла, белезникава до сивкава, понякога с лек розов или жълтеникав оттенък. Месото е тънко, крехко, наподобяващо восък и има неопределен вкус. В някои източници се посочва като ядлива след изсушаване или сваряване, но дипленката е отровна гъба. Всичките нейни части съдържат токсина гиромитрин, който може да доведе до тежко отравяне и дори смърт. Засяга черния дроб, централната нервна система и понякога бъбреците. Въпреки това, тя все още се счита за деликатесна гъба в Скандинавия. Гъбата е още наричана мозъчна. 

## Местообитание
Среща се през март – май поединично или на групи в различни типове гори, главно в по-високите планински райони.